# 多羽凤尾蕨
多羽凤尾蕨（学名：Pteris decrescens）为凤尾蕨科凤尾蕨属下的一个种。

## 扩展阅读
- 維基物種上的相關：多羽凤尾蕨